# Verpleegkundige en verzorgende adviesraad
Een verpleegkundige en verzorgende adviesraad (VAR) is een adviesorgaan in een instelling voor gezondheidszorg gericht op de kwaliteit van de verpleegkundige zorgverlening. Een VAR richt zich op onderwerpen die een directe rol spelen binnen de verpleegkundige beroepspraktijk. Mogelijke onderwerpen hebben bijvoorbeeld betrekking op patiëntveiligheid, verpleegtechnische handelingen, wetgeving en ethiek. Andere gebruikte termen voor VAR: verpleegkundig convent, stafconvent of zorg adviesraad.
Organisatorisch valt de VAR te vergelijken met een ondernemingsraad, met dit verschil dat een VAR zich uitsluitend richt op de verpleegkundige of verzorgende beroepsinhoud. Een instelling is niet verplicht tot het hebben van een VAR. Ook zijn de adviezen gegeven door een VAR niet bindend. Een VAR adviseert gevraagd of ongevraagd de raad van bestuur (of directie, management) en kan op deze manier invloed uitoefenen op het zorgbeleid van de instelling. Landelijk worden VAR's in Nederland gecoördineerd door V&VN. Nederland kent ruim tweehonderd VAR's in diverse instellingen binnen de gezondheidszorg (2007).